# Фабіаніт
Фабіаніт (рос. фабианит; англ. fabianite; нім. Fabianit m) — мінерал, борат кальцію.
Названий за прізвищем німецького геолога Г.Фабіана (H.Fabian), H.Gaertner, K.L.Roese, R.Kühn, 1962.

## Опис
Хімічна формула: Ca[B3O5(OH)]. Містить у % (з відкладів Реден, ФРН): CaO — 32,1; B2O3 — 57,9; H2O — 5,2. Домішки: SO3, Fe2O3.
Сингонія моноклінна. Призматичний вид. Форми виділення: недосконалі сплюснуті кристали, грані округлі, з фігурами наростання, кристалічні аґреґати. Спайність по (011) ясна. Густина 2,8. Твердість 6,0-6,5. Безбарвний.

## Поширення
Знайдений разом з ангідритом і говлітом у соленосній товщі цехштейну Реден поблизу м. Діпгольц (Півн. Рейн — Вестфалія, ФРН). Рідкісний.